# Od kiedy cię nie ma
Od kiedy cię nie ma (tytuł oryg. Since You Went Away) – amerykański melodramat wojenny z 1944 w reżyserii Johna Cromwella. W 1945 film był nominowany do Oscara w dziewięciu kategoriach lecz ostatecznie zdobył tylko jedną statuetkę za najlepszą muzykę w dramacie lub komedii dla Maxa Steinera.

## Obsada
- Claudette Colbert – pani Anne Hilton
- Jennifer Jones – Jane Deborah Hilton
- Joseph Cotten – komandor podporucznik Tony Willett
- Shirley Temple – Bridget „Brig” Hilton
- Monty Woolley – pułkownik William G. Smollett
- Lionel Barrymore – duchowny
- Robert Walker – kapral William G. „Bill” Smollett II